# Xindi (ort)
Xindi är en ort i Kina. Den ligger i provinsen Hubei, i den centrala delen av landet, omkring 120 kilometer sydväst om provinshuvudstaden Wuhan.
Runt Xindi är det tätbefolkat, med 297 invånare per kvadratkilometer. Xindi är det största samhället i trakten. Trakten runt Xindi består till största delen av jordbruksmark.
Genomsnittlig årsnederbörd är 1 743 millimeter. Den regnigaste månaden är maj, med i genomsnitt 244 mm nederbörd, och den torraste är januari, med 42 mm nederbörd.